# Sydvestjyllands Efterskole
Sydvestjyllands Efterskole er en efterskole på Bramming Hovedgård, beliggende ved Bramming i Sydvestjylland. Skolen drives i samarbejde med Indre Mission og KFUM / KFUK i Sydvestjylland.

## Historie
Efterskolen blev oprettet d. 9. august 1975, hvor skolen var bosat i nogle mindre lokaler i Bramming. I 1981 døde Paul Lund som var ejer af Bramming Hovedgård, en gammel herregård, så i  1982 overtog skolen denne gård.